# Gymnocalycium pediophylum
Gymnocalycium pediophylum là một loài thực vật có hoa trong họ Cactaceae. Loài này được Schütz mô tả khoa học đầu tiên năm 1977.